# Friedrich Krafft
Friedrich Krafft (21 de febrer de 1852, Bonn - 3 de juny de 1923, Heidelberg, Alemanya) fou un químic alemany.
Krafft estudià química amb Friedrich August Kekulé, Rudolf Clausius i Gerhard vom Rath. Els seus treballs en química dels col·loides el dugueren a establir l'anomenada temperatura de Krafft. En química orgànica descobrí la reacció degradació de Krafft, una conversió d'un àcid carboxílic d'alta massa molecular en el següent homòleg de menor massa molecular. També establí els punts d'ebullició dels metalls nobles i sintetitzà composts aromàtics que contenen seleni i tel·luri.